# Agricol Perdiguier
Agricol Perdiguier, né le 3 décembre 1805 à Morières-lès-Avignon, près d'Avignon (Vaucluse), mort le 26 mars 1875 à Paris est un compagnon menuisier du tour de France dit Avignonnais la Vertu, écrivain et député français.

## Biographie

### Enfance

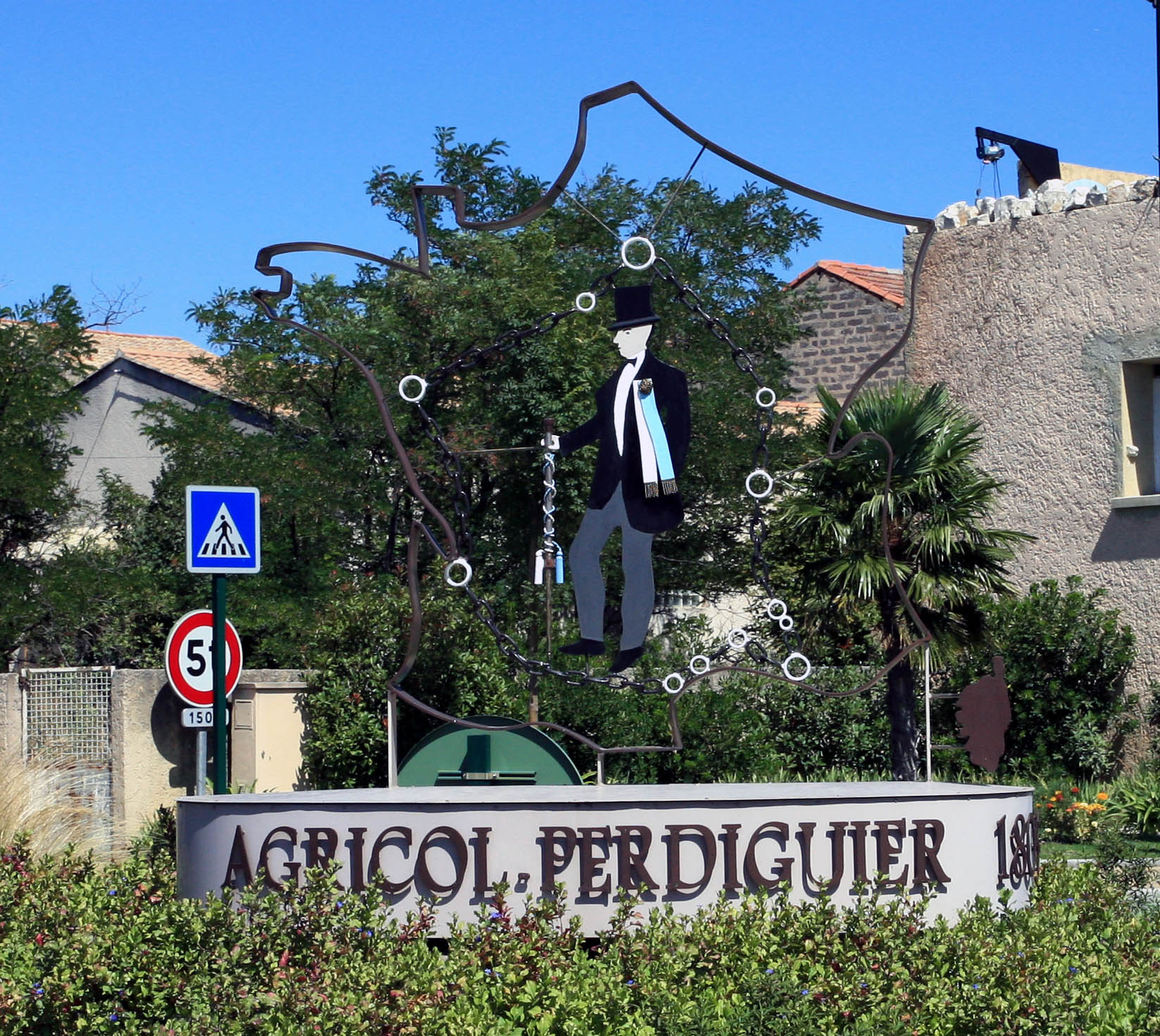
À Morières, sa ville natale, le rond-point dédié à Perdiguier.

Agricol Perdiguier nait l’année d’Austerlitz et de Trafalgar. Son enfance est marquée tragiquement par la Restauration.
En 1815, son père, Pierre, ex-capitaine des armées de la République, condamné à mort, doit s’exiler en toute hâte ; sa mère, Catherine Gounin, après avoir été molestée, manque être jetée en prison. Lui-même, âgé de dix ans, est traité de bonapartiste et de républicain et petit brigand et est maltraité.
Cinquième enfant d'une famille qui en compte sept (trois garçons et quatre filles), il veut suivre les traces de son père, ses deux frères aînés, Simon et François, préférant cultiver les terres. À l'issue d'un parcours scolaire très sommaire, trois années qui lui permettent d'apprendre à lire, écrire et compter, et d'un apprentissage de deux ans dans l'atelier paternel, il entre chez les Compagnons d’Avignon en 1823 pour apprendre le dessin technique (l'art du trait). Il participe à la restauration des menuiseries de Notre-Dame des Doms. La sacristie conserve toujours un chappier  entièrement fait par lui.
En 1823, il devient « affilié » chez les Compagnons du devoir de la liberté. Cela lui permet de commencer le 26 avril 1824 son premier Tour de France, qui dure cinquante-deux mois et le mène de Marseille à Nîmes, puis à Montpellier, où il est fait « compagnon reçu » sous le nom d'Avignonnais la Vertu, de Béziers à Bordeaux, enfin de Nantes à Chartres où il devient « compagnon fini ».

### Compagnon du Tour de France et écrivain
De Paris, il gagne Lyon, où il est placé à la tête de sa « Société » comme premier compagnon, puis dignitaire. Dans ces villes, il découvre le combat fratricide des différentes sociétés de compagnonnage, reflet des conflits de société de cette époque. Il revint enfin à Morières le 24 août 1828.
Perdiguier repart l'année suivante à Paris, puis, en 1831, faute de travail, est embauché à Nogent-le-Roi (Eure-et-Loir) où il donne des cours du soir de menuiserie aux artisans locaux. En 1833, il revient à Paris où il épouse Lise, couturière, en 1836. Ils s'installent au 104, rue du Faubourg-Saint-Antoine. Avignonnais la Vertu prend conscience de l’inutilité des conflits entre compagnons de différents devoirs. Pour faire passer ses idées sur « l'indispensable réunification », il compose nombre de chansons qu'il réunit en cahiers et fait distribuer gratuitement à travers la France.
Il complète son éducation, lisant les poètes, le théâtre de Voltaire. Il publie en 1840, son célèbre Livre du Compagnonnage (orthographié alors avec un seul n puis corrigé dans l'édition en 2 volumes en 1841 sur les couvertures imprimées, mais pas en pages de titre), le premier écrit sur les compagnons et par un compagnon, qui attire l'attention d'intellectuels comme Eugène Sue et George Sand. Paru à compte d'auteur, cet ouvrage, tout en décrivant les différents devoirs compagnonniques, dénonce leur manque de fraternité. Il y propose de moderniser les structures, de développer le rôle de société de secours mutuel et de formation professionnelle.
Il entretient dès lors une correspondance suivie avec Victor Hugo, Lamartine, d'autres écrivains et hommes politiques. Si ce livre le rend célèbre, il excite la jalousie. La même année, le 31 mars, il doit accepter le défi de « Bayonnais le Flambeau du Trait », un provocateur, pour un concours de trait – la partie de la géométrie descriptive s’appliquant à la coupe du bois – et en sort vainqueur haut la main. Un succès qui l’encourage à poursuivre dans la voie de l’enseignement des techniques auprès de ses jeunes compagnons sans se soucier de leur appartenance.
Il publie ensuite d'autres ouvrages, et devint l'ardent ouvrier de la réconciliation entre les différentes sociétés de compagnonnage. Pour lui, tout passait par l'éducation et la lecture. En 1846, dans sa Biographie et réflexions diverses, Perdiguier explique à ses pays du Tour de France :      

« Livrez-vous à toute étude qui puisse vous éclairer et vous inspirer l’amour de vos frères. De simples individus se procurent, en souscrivant, des collections de livres. À leur exemple, souscrivez aussi, mais en faveur de l’Association : formez-lui sa bibliothèque et que cette bibliothèque renferme des Vignoles, des traités de Géométrie, un Dictionnaire de la langue que nous parlons, un Dictionnaire de géographie, une Histoire de France, un abrégé de l’Histoire Universelle, nos Auteurs dramatiques les plus en renom, les Poèmes anciens et modernes, parce que le peuple aime la poésie…  Concevez combien une telle bibliothèque serait favorable à tous. Elle offrirait à votre esprit un nouvel aliment et de nouvelles distractions ; vous deviendrez savants, et quand vous retournerez dans vos pays, vos compatriotes diraient de chacun de vous : Voilà un homme auquel le Tour de France n’a pas été inutile!. »

Malade des yeux, blessé à la main, il doit abandonner l'établi et se consacra désormais à l'enseignement du trait. Passionné par le livre et par l'écriture, il ouvrit à Paris, dans le Faubourg Saint-Antoine, une librairie dans laquelle il enseigna. Ce magasin fut fréquenté par Gambetta, Jules Ferry et d'autres acteurs sociaux de l'époque. Ce travailleur autodidacte qui connaissait et citait, parmi les anciens, Socrate, Platon, Aristote et… Machiavel, admirait chez les modernes aussi bien Chateaubriand que Victor Hugo, Eugène Sue que George Sand.

### La Dame de Nohant et le compagnon
Le philosophe Pierre Leroux envoya à George Sand un exemplaire du Livre du Compagnonnage : la Dame de Nohant, déjà acquise au « socialisme humanitaire » fut conquise par les idées du compagnon et l'invita chez elle à Paris. 
Grâce à lui, elle découvre les pratiques du compagnonnage, et il lui fait part de sa fierté concernant ses compagnons devenus écrivains (prosateurs), à l’exemple du serrurier Pierre Moreau et de son ami Adolphe Boyer, l’imprimeur.
« Avignonnais la Vertu » s’est intégré, dès le début de sa carrière, dans le mouvement des chansonniers « qui ne chante plus la bataille mais la paix et l’harmonie » entre compagnons et nous rappelle l’importance qu’eurent alors dans les sociétés : « Nantais Prêt à Bien Faire », « Bourguignon la Fidélité », « Vendôme la Clef des Cœurs », « Bien Décidé le Briard », « Parisien Bien Aimé » et « Guépin l’Aimable ». Mais, ce fut surtout l’œuvre des poètes ouvriers qui força l’admiration d’Agricol Perdiguier. Il lança à la façon d’un manifeste : 

« Que les poètes aux mains calleuses surgissent de toutes parts et le dédain sera vaincu. Ces poètes, ce sont le boulanger Reboul, les menuisiers Durand et Rolly, les imprimeurs Hégésippe Moreau, Lachambeaudie et Voitelin, le tisserand Magu, le potier d’étain Beuzeville, l’imprimeur sur indiennes Lebreton, le cordonnier Lapointe, le fabricant de mesures linéaires Vinçard, le maçon Poncy, le vidangeur Ponty, le serrurier Gilland, la couturière Marie Carré de Dijon, le perruquier Jasmin, et tant d’autres… Tous ces poètes ne chantent pas comme chantaient jadis l’abbé Dulaurent, l’abbé de Chaulieu, l’abbé de Bernis, l’abbé de Brécourt, le vin et la prostitution ; non, ce qui les inspire, c’est l’amour du travail et des hommes. »

George Sand prend l'initiative d'aider Perdiguier en organisant un tour de France publicitaire et en y participant pécuniairement. Il l'effectue en diligence du 16 juillet au 20 septembre 1840 et vend ou distribue 500 exemplaires de ses livres au cours de ce périple. Elle profite, pour sa part, de leur relation, en écrivant Le Compagnon du Tour de France, publié cette année-là : le personnage principal de ce roman, Pierre Huguenin, n'est autre qu'Agricol Perdiguier.
Eugène Sue fait d'Agricol Baudoin, dépeint dans le cinquième épisode de son feuilleton, puis roman, Le Juif errant , un personnage proche d'Avignonnais la Vertu.
Cette mise en avant d'Agricol Perdiguier facilite la reconnaissance du Compagnonnage et pousse les « Devoirants » à se sentir responsables d'un nouveau modèle social, alors que se développent les idées qui se retrouvent au cœur de la révolution de 1848.
Chacun suivit ainsi son chemin, mais la romancière soutint longtemps Perdigiuer et son épouse. En 1855, elle écrivit un second livre en souvenir de leurs espoirs communs : La Ville Noire. Elle y décrivit les luttes du compagnon-écrivain, le devenir du Compagnonnage et le rôle des femmes dans la transformation sociale. De Nohant, elle lui écrivit le 25 décembre 1857 : 

« Croyez bien que mon cœur vous est resté fidèle et sincèrement attaché. »

### Républicain engagé et franc-maçon

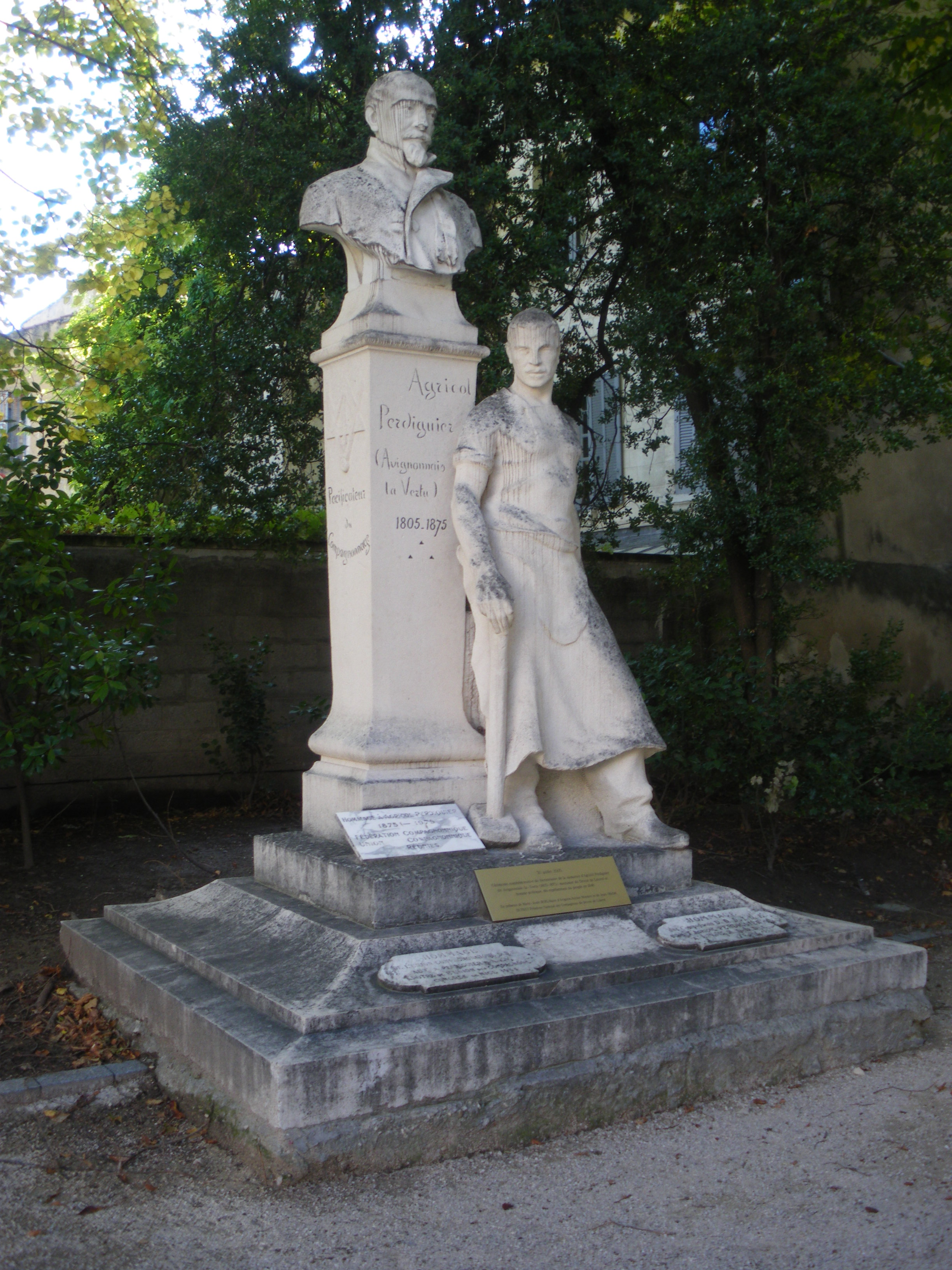
Statue d'Agricol Perdiguier dans le Square Agricol Perdiguier d'Avignon.

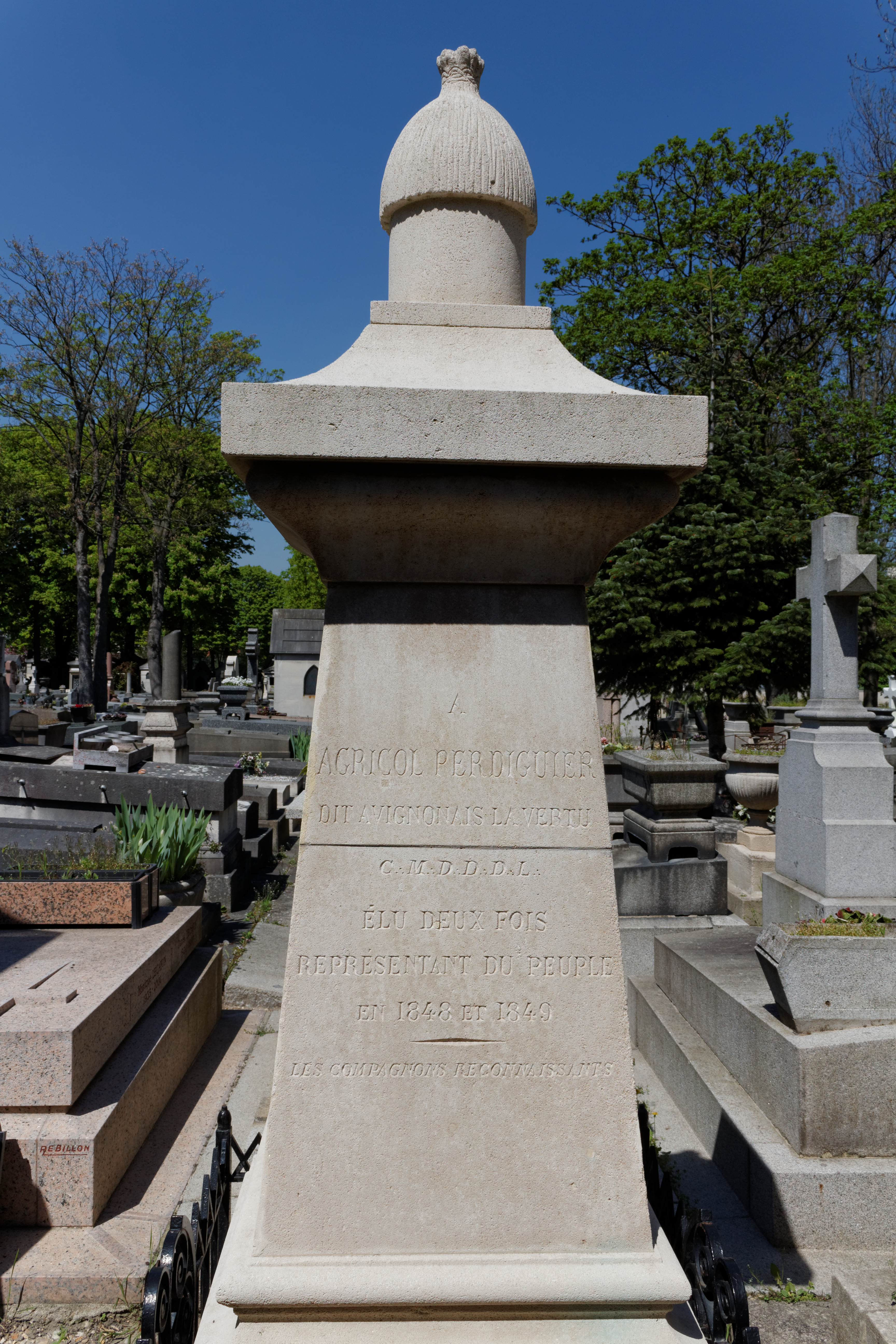
Tombe au cimetière du Père-Lachaise.

Très actif durant la révolution de 1830, il se retrouva même coude à coude avec son compatriote le Carpentrassien François-Vincent Raspail, qui dirigeait la « Société des amis du peuple », pour faire le coup de feu lors l'insurrection provoquée par les incidents du 5 juin 1832, lors des funérailles du général républicain Lamarque.
Républicain de conviction, il prit position pour la laïcité de l'enseignement. La fraternité, l'entraide et l'accès à l'instruction furent les moteurs de son action qui se déplaça sur un terrain plus politique. Il est initié à la franc-maçonnerie le 17 mars 1846, dans la loge parisienne « Les hospitaliers de la Palestine » du Suprême Conseil de France.
Défenseur de ses camarades ouvriers charpentiers lors de la grève de 1845, combattant inlassablement la présence du « troisième ordre » (caste aristocratique et patronale) dans le compagnonnage, il voulut aller plus loin. Conscient que la défense des travailleurs nécessitait une action politique, il répondit à l’appel lancé par Raspail le 24 février 1848 lorsqu’il proclama la République à l’Hôtel de ville de Paris. 
Le gouvernement Ledru-Rollin ayant organisé les élections pour l'Assemblée constituante le 23 avril, Perdiguier se présenta à la députation. Avec l'appui de Béranger, de Lamartine et de George Sand, il fut élu dans la Seine et dans le Vaucluse. Il était arrivé 29e sur 34 avec 117 290 voix sur 267 888 votants et 399 391 inscrits, en Île-de-France, et en Provence, 5e sur 6 avec 22 056 voix sur 59 634 votants. Il choisit la Seine, laissant sa place de député vauclusien à Alphonse Gent et siégea sur les bancs de la Montagne.
Réélu comme représentant du peuple à l'Assemblée législative, le 13 mai 1849, en se plaçant 27e sur 28 avec 107 838 voix sur 281 140 votants et 378 043 inscrits, il siégea à la gauche du Parlement. Son opposition au coup d'État du 2 décembre 1851 de Napoléon III valut à ce fervent républicain un exil politique en Belgique. Interné à Anvers, il s'enfuit en Allemagne, puis rejoignit Genève où il reprit son métier de menuisier et ses cours de dessin. Là, sous le pseudonyme de Rolland, il entretint une correspondance avec d'autres proscrits dont Victor Hugo et écrivit Mémoires d’un Compagnon en 1854.
Au bout de quatre ans, il put quitter la Suisse et rejoindre sa famille restée à Paris. Il ouvrit une librairie rue Traversière, près de la gare de Lyon ; pour améliorer l'ordinaire, son épouse et ses deux filles créèrent dans l'arrière-boutique un débit à vins qui devint rapidement le lieu de rencontre privilégié des compagnons de la capitale.

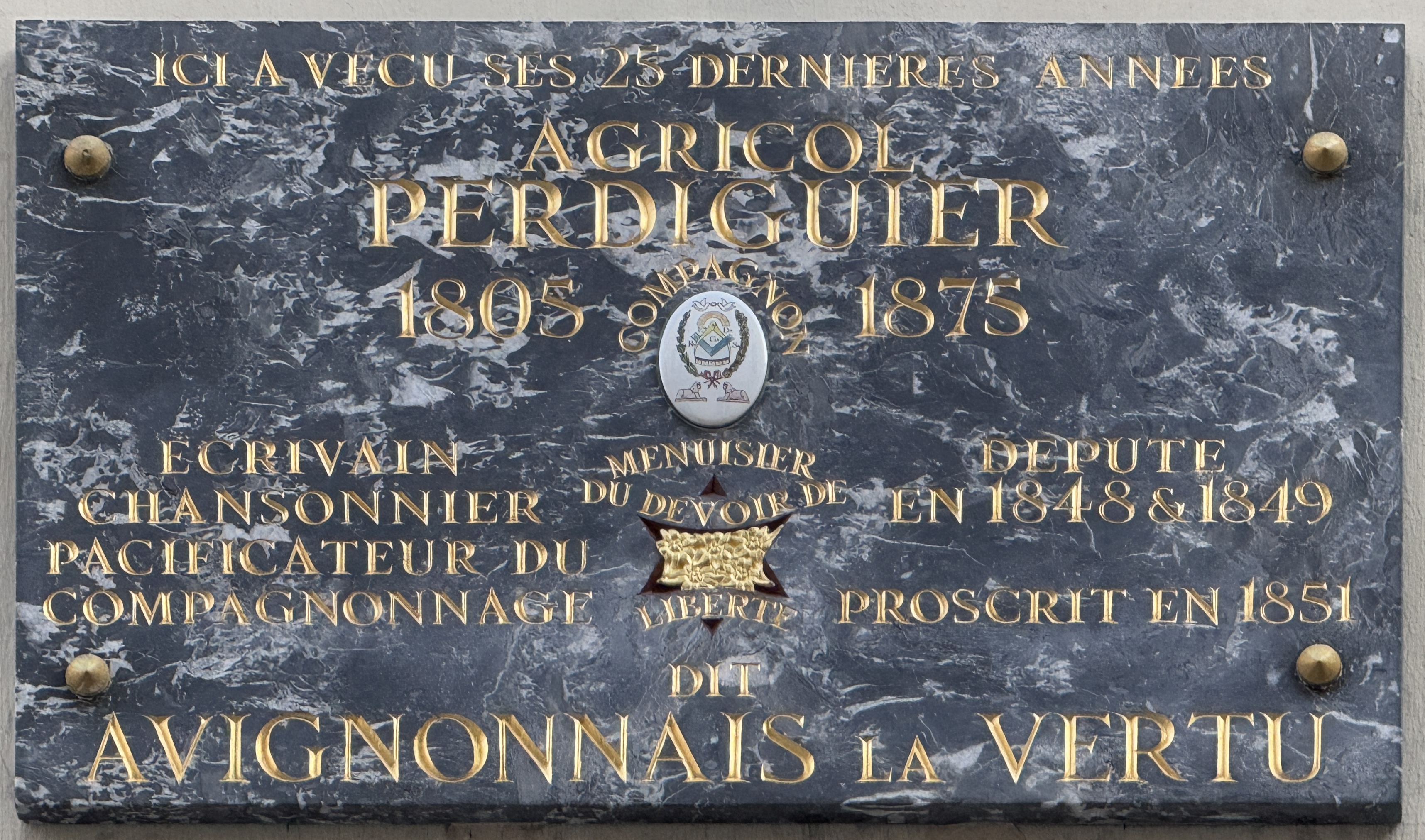
Plaque apposée au 38, rue Traversière.

En novembre 1861, poursuivant son action en faveur du regroupement des compagnonnages, il en réunit un grand nombre de compagnons dans un banquet à Vaugirard. En 1863, il entreprit son dernier tour de France. Lors de celui-ci, il reçut de partout le plus chaleureux des accueils.
Après la proclamation de la république le 4 septembre 1870, il fut nommé maire-adjoint du 12e arrondissement de Paris, fonction qu'il occupa pendant le siège de la capitale. En tant qu'adjoint, il présida à l'élection des chefs de sections d'un grand nombre de compagnies de Gardes Nationaux. Puis tenta d'organiser dans son secteur la défense de la capitale pour pallier un peu la tactique immobiliste du gouvernement.
Souffrant de bronchite chronique, il dut démissionner de ses fonctions et continua son combat par la plume, préconisant le suffrage universel, l'abolition de la peine de mort, la liberté de la presse et la suppression du budget des cultes. Sentant ses forces décliner, il vendit son commerce parisien et ses quelques biens de Morières pour apurer ses dettes.
Une congestion cérébrale l'emporta, le 25 mars 1875 à Paris. Il décéda totalement démuni, laissant la mémoire d’un homme qui n'avait jamais cessé de marcher vers le but qu’il s’était fixé : le bonheur et le bien-être des travailleurs. Selon ses désirs, il eut droit à des funérailles civiles. Une foule énorme l'accompagna au Cimetière du Père-Lachaise (85e division). Sa tombe, sur laquelle ses amis firent élever une ruche, symbole du travail, fait toujours l'objet de fréquentes commémorations de Compagnons de tous rites.
Proudhon le désigna comme « le Saint-Vincent de Paul du compagnonnage », Daniel Halévy comme le « premier syndicaliste ».

## Œuvres

### Chansons
- Le Départ des compagnons
- Adieu au pays
- Les Voyageurs (chanson du Tour de France)[3]
- Salomon (fondateur des Compagnons du Devoir de Liberté)[3]
- Le Compagnon content de peu

### Poèmes
- La Rencontre de deux frères

### Ouvrages techniques
- Dialogue sur l'architecture
- Raisonnement sur le trait

### Ouvrages sur le compagnonnage
- Notice sur le compagnonnage
- Le Livre du compagnonage, 1840, Paris, Chez l'auteur, 104 Rue du Faubourg Saint-Antoine, édition originale en 1 volume, in-16 broché de 252 pp. (compagnonage orthographié avec 1 seul n) considéré par Agricol Perdiguier comme étant la 1re partie de son livre qu'il écrit souvent comme étant parue en 1839 alors qu’elle bien datée de 1840.
- Le Livre du compagnonnage, 1841, Paris, Pagnerre, édition originale de la 1re édition complète en 2 volumes, in-16 brochés de (4)-215 pp. & (4)-232 pp., couvertures imprimées, cinq planches hors texte, 1re & 2e parties (2e édition pour la 1re partie corrigée et augmentée, 1re édition pour la 2e partie, compagnonnage corrigé avec 2 n sur les 1res de couvertures mais toujours orthographié avec 1 seul n sur les pages de titre, avec Mention de deuxième édition au tome I et 5 planches hors-texte) - Note : cette édition originale de 1841 en 2 volumes est absente de la Bibliothèque nationale de France.
- Le Livre du compagnonnage, 1857, Paris, Chez Perdiguier, Editeur, 38 Rue Traversière-Saint-Antoine, 2e édition en 2 volumes, in-16 brochés de 284 pp. & 302 pp. (compagnonnage définitivement orthographié avec 2 n) complétée et ornée de 17 lithographies.
- Biographie de l'auteur du livre du compagnonnage et réflexions diverses ou complément de l'histoire d'une scission dans le compagnonnage 1846
- Mémoires d'un compagnon, chez l’auteur à Genève, en 2 tomes : le Tome 1 imprimé par l’imprimerie Bachet à Chambéry en 1854 & le Tome 2 imprimé par l’imprimerie Duchamp à Genève en 1855.
- Maître Adam, menuisier à Nevers 1863
- Question vitale sur le compagnonnage et la classe ouvrière 1863
- Le compagnonnage illustré (avec quatre lithographies sur la réconciliation des compagnons)

### Histoire
- Histoire démocratique des peuples anciens et modernes en douze volumes (sept seulement paraissent entre 1849 et 1851)[9]

### Théâtre
- Les Gavots et les Devoirans

### Politique
- Despotisme et Liberté
- Peuple de France reste debout
- Allemands, daignez réfléchir
- Comment constituer la République 1871 (recueil d'articles parus dans Le National, pendant le siège de la Commune de Paris)
- Patriotisme et modération
- Conseil d'un ami aux républicains
- La vérité sur le pape et les prêtres
- Que devient, que deviendra la France (sa dernière publication datée de 1874)[11]

### Accès aux textes d'Agricol Perdiguier
- Plusieurs ouvrages sont disponibles en ligne sur Gallica BnF et sur Google Books
  - Le Livre du compagnonnage, 3e édition 1857 : lire en ligne sur Gallica première partie ; lire en ligne sur Gallica deuxième partie
  - Mémoires d'un compagnon : volume 1 ; volume 2
- Les Mémoires d'un compagnon ont été rééditées par Alain Faure, Maspero, 1977, La Découverte, 2002,  (ISBN 978-2707109101).

## Source partielle
- Adolphe Robert, Gaston Cougny (dir.), Dictionnaire des Parlementaires français de 1789 à 1889, Paris, Bourloton, 1889, tome IV, p. 580 et 581